# 806-й штурмовой авиационный полк
806-й штурмово́й авиацио́нный ордена Суворова полк — авиационная воинская часть ВВС РККА штурмовой авиации в Великой Отечественной войне.

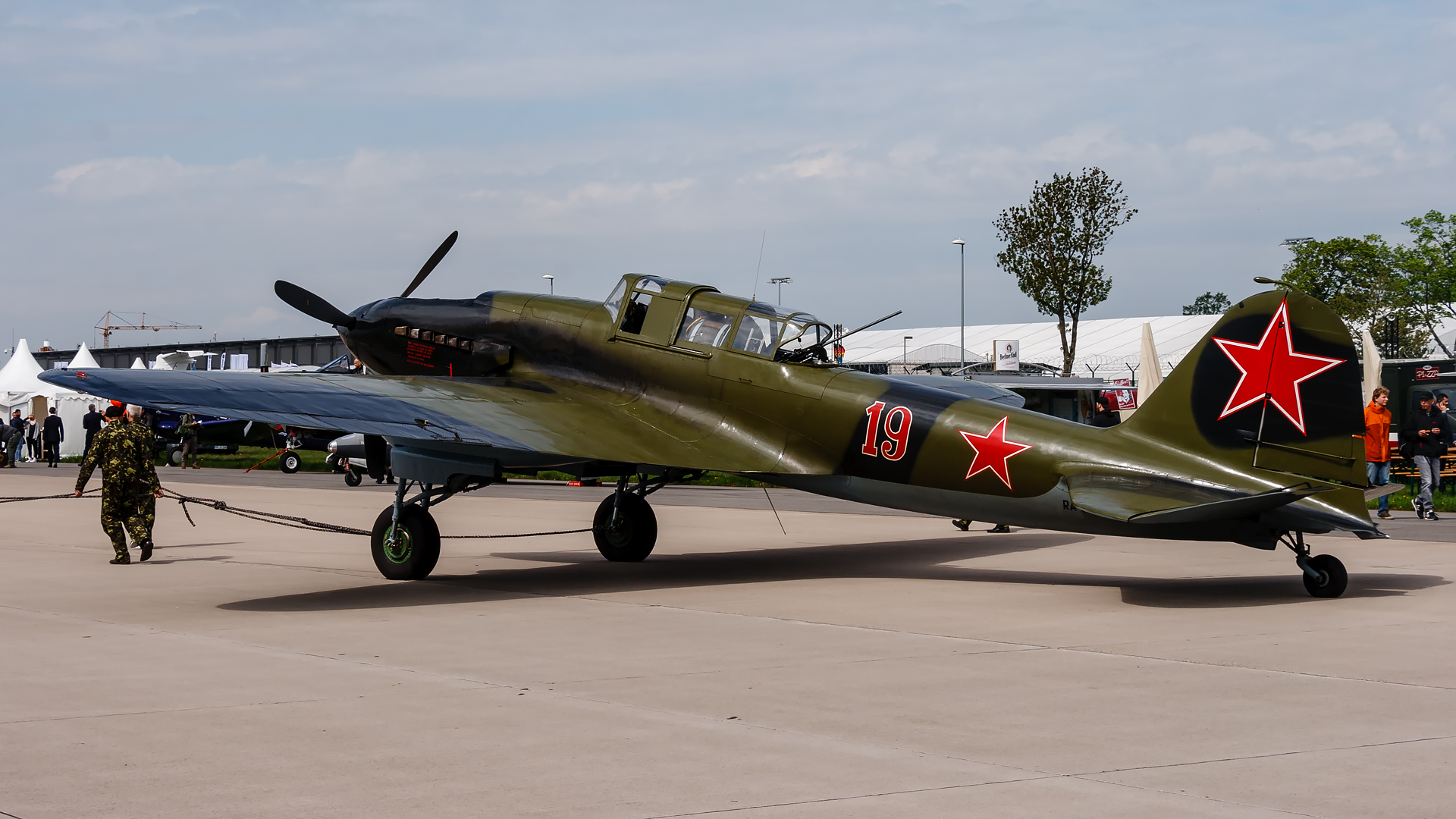
Конструкторы называли разработанный ими штурмовик Ил-2 «летающим танком», пилоты-истребители люфтваффе прозвали его «бетонным самолётом» (нем. Betonflugzeug), солдаты вермахта называли его «чумой» (нем. Schwarzer Tod, дословно: «чёрная смерть»).

## Наименование полка
За весь период своего существования полк своего наименования не менял:
- 276-й бомбардировочный авиационный полк[1];
- 806-й штурмовой авиационный полк[1];
- 806-й штурмовой авиационный ордена Суворова полк[1];
- 806-й истребительно-бомбардировочный авиационный ордена Суворова полк[1];
- 806-й авиационный ордена Суворова полк истребителей-бомбардировщиков[1];
- 806-й бомбардировочный авиационный ордена Суворова полк[1];
- Войсковая часть (Полевая почта) 53904[1].

## История и боевой путь полка
Полк формировался перед войной на аэродроме Тихорецкая как 276-й бомбардировочный авиаполк. Первые несколько бомбардировщиков СБ получил в конце июня 1941 года и приступил к тренировкам. В июле все самолёты отдал в другой полк, направлявшемуся на фронт. Полк остался без самолётов. В октябре 1941 года полк окружным путем через Среднюю Азию в ноябре прибыл в Астрахань.
27 марта 1942 года в Астрахани переформирован в 806-й штурмовой авиационный полк и направлен в запасной авиационный полк для переучивания на Ил-2. Переформирован в двухэскадрильный состав. В середине июля 1942 года полк получил 20 самолётов Ил-2 и убыл на фронт.
С августа 1942 ода вошел в состав 289-й смешанной авиационной дивизии, которая сформирована к 8 августа 1942 года на основании Приказа НКО № 00147 от 20 июля 1942 года. До 14 сентября вместе с дивизией находился в оперативном подчинении командующего Ставропольским военным округом, затем вошел в состав 8-й воздушной армии с подчинением в оперативном отношении командующему 28-й армии. До ноября 1942 года дивизия была отдельной и подчинялась Ставке ВГК, полк содействовал войскам 28-й армии по обороне устья р. Волга и г. Астрахань. В октябре полк осуществлял прикрытие высадки кавалерийской группы в устье Волги около порта Оля.
В составе 8-й воздушной армии полк вел боевые действия на Сталинградском с 18 августа 1942 года, а с 1 января 1943 года — на Южном фронтах, участвуя в Сталинградской битве, Котельниковской, Северо-Кавказской и Ростовской наступательных операцияхимея в боевом составе 18 самолётов Ил-2. Полк понес значительные потери и 3 февраля 1943 года выведен в тыл на пополнение.
После пополонения в запасном полку 5 июля 1943 года 806-й штурмовой авиационный полк вошел в состав 206-й штурмовой авиационной дивизии 2-го смешанного авиакорпуса 4-й воздушной армии Северо-Кавказского фронта для усиления дивизии во время Воздушных сражений на Кубани. Полк перебазирован на аэродром Большой Должик. С этого аэродрома полк участвовал в Миусской операции с 21 июля 1943 года, разгроме таганрогской группировки противника, освобождении Донбасса и наступлении вплоть до р. Молочная. В октябре 1943 года принимает участие в прорыве обороны противника на р. Молочная и преследовании его до Днепра..

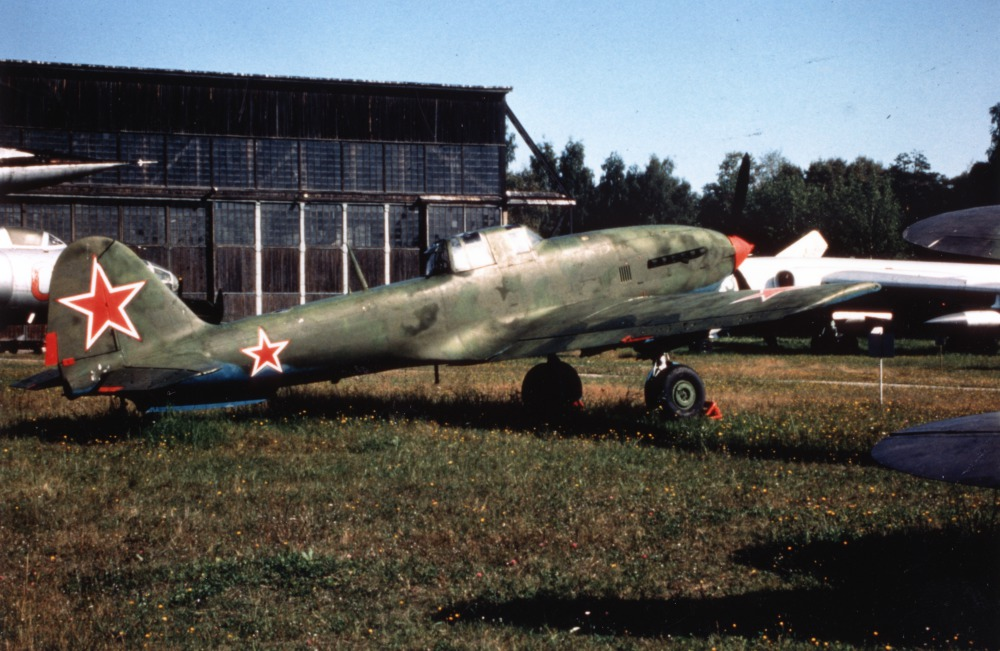
Самолет Ил-10 полк получил апреле 1945 года. На фото сохранившийся экземпляр в музее в Монино.

В январе — феврале 1944 года полк с дивизией в составе 7-го штурмового авиакорпуса 8-й воздушной армии 4-го Украинского фронта участвовали в ликвидации никопольского плацдарма противнка, содействуя войскам 3-й гвардейской армии в овладении городом Никополь и созданию плацдарма на правом берегу р. Днепр.

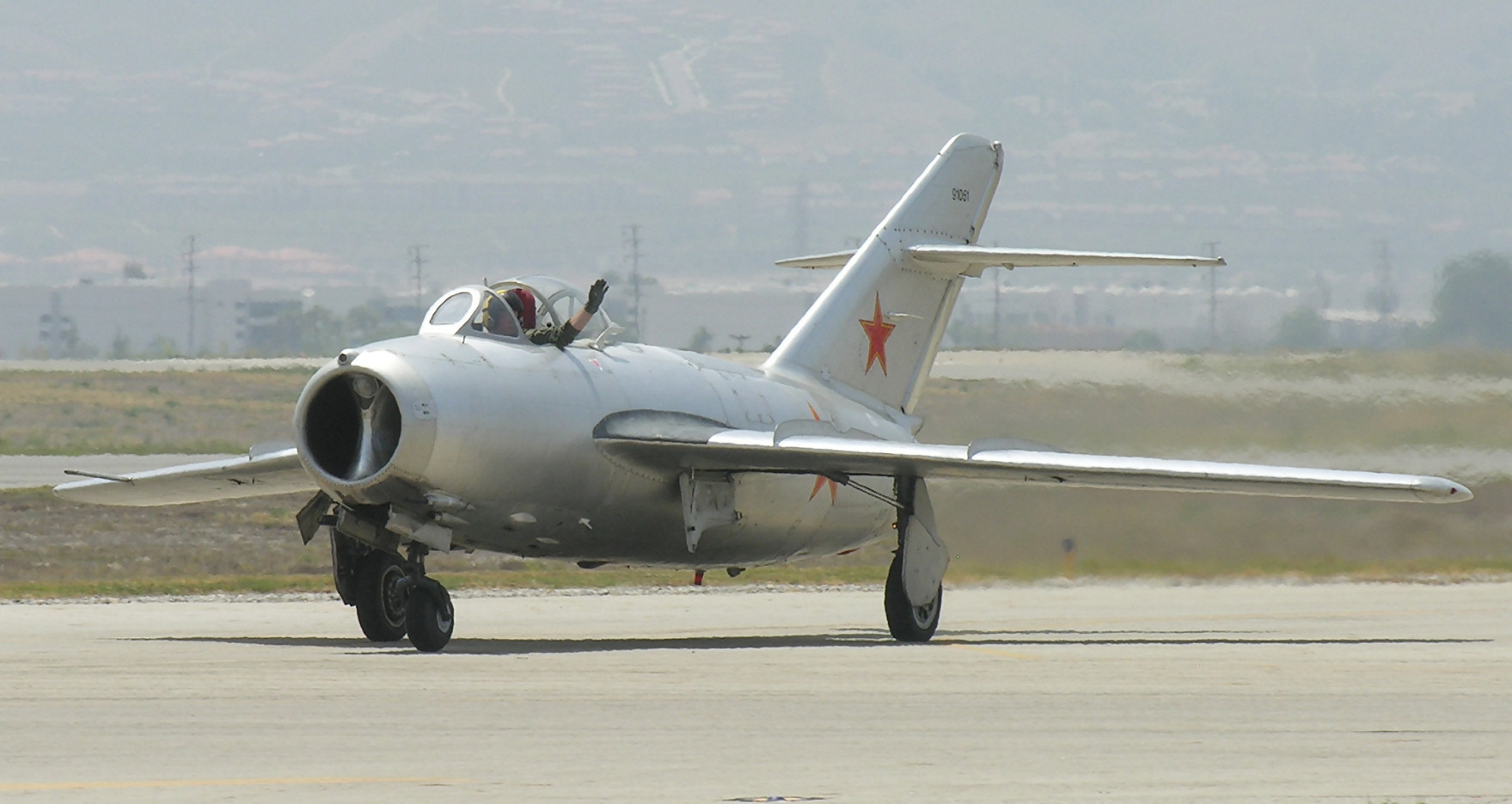
Новый МиГ-15 полк получил в начале 1950-х годов и использовал их по наземным и воздушным целям, как истребитель-бомбардировщик, положив начало новому рода авиации — истребительно-бомбардировочной авиации.

В апреле 1944 года дивизия участвовала в прорыве обороны противника на Перекопском перешейке и Сиваше, с 15 апреля по 10 мая её части содействовали наземным войскам в освобождении города Севастополь. Указом Президиума Верховного Совета СССР от 24 мая 1944 года за образцовое выполнение заданий командования в боях за освобождение г. Севастополь и проявленные при этом геройство, доблесть и мужество она была награждена орденом Красного Знамени.
После боев за Крым в мае 1944 года полк выведен в тыл для пополнения. В августе 1944 года полк с дивизией в составе 7-го штурмового авиакорпуса переброшены в 14-ю воздушную армию 3-го Прибалтийского фронта, где вели боевые действия на тартусском и рижском направлениях. Затем полк с дивизией были переброшены на 1-й Прибалтийский фронт в состав 3-й воздушной армии, где до конца 1944 года вели бои на мемельском, тильзитском и либавском направлениях. При перебазировании один самолёт Ли-2 с техническим персоналом полка отклонился от курса, попал на территорию противника и был сбит. Вернуться удалось немногим. На заключительном этапе войны полк содействовал войскам 1-го и 2-го Прибалтийского фронтов в разгроме курляндской группировки противника. За образцовое выполнение заданий командования в боях с немецкими захватчиками за овладение городом Клайпеда (Мемель) и проявленные при этом доблесть и мужество полк Указом Президиума Верховного Совета СССР от 5 апреля 1945 года награждён орденом «Суворова III степени».
С 16 апреля 1945 года до окончания войны полк с дивизией в составе 7-го штурмового авиакорпуса находилась в резерве Ставки ВГК. Полк начал переучивание на Ил-10. 
В составе действующей армии полк находился с 18 августа 1942 года по 16 мая 1944 года, с 17 августа 1944 года по 16 апреля 1945 года.
В сентябре 1945 года дивизия перебазировалась на аэродром Броды в Львовский военный округ в состав 14-й воздушной армии, полк был перебазирован на аэродром в Луцк.
В 1949 году в связи с массовым переименованием 7-й штурмовой авиационный корпус переименован в 68-й штурмовой авиационный корпус, а 14-я воздушная армия в 57-ю воздушную армию. Новые переименования не коснулись ни дивизию, ни полка. В середине 1950-х годов полк получил на вооружение новый самолёт МиГ-15, который использовался в штурмовом варианте. С возникновением нового рода Фронтовой авиации — истребительно-бомбардировочной авиации, дивизия была передана в её состав, 29 апреля 1956 года поменяла свое наименование на 206-ю истребительно-бомбардировочную авиационную Мелитопольскую Краснознамённую дивизию, 68-й штурмовой авиакорпус расформирован в составе 57-й воздушной армии, а полк стал именоваться как 806-й истребительно-бомбардировочный авиационный полк. В 1957 году в полк стали поступать МиГ-17.
1 мая 1957 года дивизия была расформирована в составе 57-й воздушной армии, а 806-й истребительно-бомбардировочный авиационный полк на МиГ-15 и МиГ-17 был передан в состав 289-й истребительно-бомбардировочной авиационной Никопольской Краснознамённой дивизии. В 1961 году полк получил на вооружение Истребитель-бомбардировщик Су-7Б. В ноябре 1976 года полк вновь переименован в 806-й авиационный полк истребителей-бомбардировощиков, а в 1979 году полк получил новые самолёты Су-17М2.
В связи с получением на вооружение в 1988 году фронтового бомбардировщика Су-24 полк перешел в бомбардировочную авиацию с был переименован в 806-й бомбардировочный авиационный ордена Суворова полк. В связи с распадом СССР полк в январе 1992 года перешел под юрисдикцию Украины и продолжил несение службы в составе 14 Воздушной армии Военно-воздушных сил Украины..

## Командиры полка
- майор Еськов Федор Леонтьевич 22.06.1941 - 31.05.1943
- майор, подполковник Смыков Георгий Михайлович, 31.05.1943 — 1.10.1944
- капитан Пальмов Василий Васильевич, 1.10.1944 — 16.04.1945

## В составе соединений и объединений
| Дата          | Фронт (округ)                                | Армия                              | Корпус                            | Дивизия                                                  | Примечания |
| ------------- | -------------------------------------------- | ---------------------------------- | --------------------------------- | -------------------------------------------------------- | ---------- |
| 04.08.1942 г. | Резерв ВГК                                   |                                    |                                   | 289-я штурмовая авиационная дивизия                      |            |
| 18.08.1942 г. | Юго-Восточный фронт                          | ВВС фронта                         | -                                 | 289-я штурмовая авиационная дивизия                      |            |
| 15.09.1942 г. | Юго-Восточный фронт                          | 8-я воздушная армия                | -                                 | 289-я штурмовая авиационная дивизия                      |            |
| 30.09.1942 г. | Сталинградский фронт                         | 8-я воздушная армия                | -                                 | 289-я штурмовая авиационная дивизия                      |            |
| 31.12.1942 г. | Южный фронт                                  | 8-я воздушная армия                | -                                 | 289-я штурмовая авиационная дивизия                      |            |
| 31.03.1943 г. | Южный фронт                                  | 8-я воздушная армия                | 10-й смешанный авиационный корпус | 289-я штурмовая авиационная дивизия                      |            |
| 05.07.1943 г. | Северо-Кавказский фронт                      | 4-я воздушная армия                | 2-й смешанный авиационный корпус  | 206-я штурмовая авиационная дивизия                      |            |
| 21.07.1943 г. | Южный фронт                                  | 8-я воздушная армия                | 7-й штурмовой авиационный корпус  | 206-я штурмовая авиационная дивизия                      |            |
| 20.10.1943 г. | 4-й Украинский фронт                         | 8-я воздушная армия                | 7-й штурмовой авиационный корпус  | 206-я штурмовая авиационная дивизия                      |            |
| 16.05.1944 г. | Резерв ВГК                                   | -                                  | 7-й штурмовой авиационный корпус  | 206-я штурмовая авиационная дивизия                      |            |
| 01.06.1944 г. | Харьковский военный округ                    | ВВС округа                         | 7-й штурмовой авиационный корпус  | 206-я штурмовая авиационная дивизия                      |            |
| 17.08.1944 г. | 3-й Прибалтийский фронт                      | 14-я воздушная армия               | 7-й штурмовой авиационный корпус  | 206-я штурмовая авиационная дивизия                      |            |
| 17.10.1944 г. | 1-й Прибалтийский фронт                      | 3-я воздушная армия                | 7-й штурмовой авиационный корпус  | 206-я штурмовая авиационная дивизия                      |            |
| 01.02.1945 г. | 2-й Прибалтийский фронт                      | 15-я воздушная армия               | 7-й штурмовой авиационный корпус  | 206-я штурмовая авиационная дивизия                      |            |
| 01.04.1945 г. | Ленинградский фронт Курляндская группа войск | 15-я воздушная армия               | 7-й штурмовой авиационный корпус  | 206-я штурмовая авиационная дивизия                      |            |
| 16.04.1945 г. | Резерв ВГК                                   | -                                  | 7-й штурмовой авиационный корпус  | 206-я штурмовая авиационная дивизия                      |            |
| 09.05.1945 г. | Резерв ВГК                                   | -                                  | 7-й штурмовой авиационный корпус  | 206-я штурмовая авиационная дивизия                      |            |
| 01.10.1945 г. | Прикарпатский военный округ                  | 14-я воздушная армия               | 7-й штурмовой авиационный корпус  | 206-я штурмовая авиационная дивизия                      |            |
| 20.02.1949 г. | Прикарпатский военный округ                  | 57-я воздушная армия               | 68-й штурмовой авиационный корпус | 206-я штурмовая авиационная дивизия                      |            |
| 01.04.1956 г. | Прикарпатский военный округ                  | 57-я воздушная армия               | -                                 | 206-я истребительно-бомбардировочная авиационная дивизия |            |
| 01.05.1957 г. | Прикарпатский военный округ                  | 57-я воздушная армия               | -                                 | 289-я истребительно-бомбардировочная авиационная дивизия |            |
| 01.04.1968 г. | Прикарпатский военный округ                  | 14-я воздушная армия               | -                                 | 289-я истребительно-бомбардировочная авиационная дивизия |            |
| 01.11.1976 г. | Прикарпатский военный округ                  | 14-я воздушная армия               | -                                 | 289-я авиационная дивизия истребителей-бомбардировщиков  |            |
| 01.05.1982 г. | Прикарпатский военный округ                  | ВВС Прикарпатского военного округа | -                                 | 289-я авиационная дивизия истребителей-бомбардировщиков  |            |
| 01.05.1988 г. | Прикарпатский военный округ                  | 14-я воздушная армия               | -                                 | 289-я авиационная дивизия истребителей-бомбардировщиков  |            |
| 01.08.1988 г. | Прикарпатский военный округ                  | 14-я воздушная армия               | -                                 | 289-я бомбардировочная авиационная дивизия               |            |

## Участие в операциях и битвах

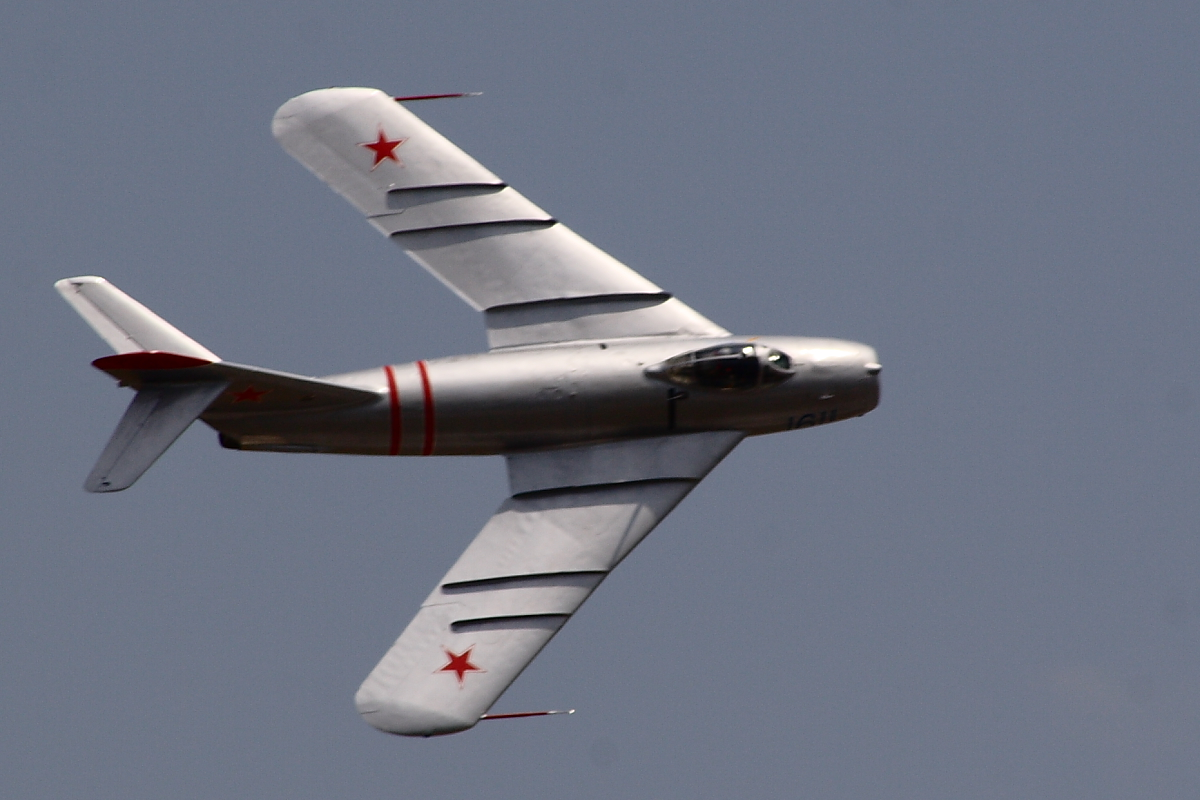
Дальнейшее оснащение истребительно-бомбардировочной авиации шло самолётами МиГ-17, которые полк получил в 1960-м году.

- Сталинградская оборонительная операция — с 17 июля 1942 года по 18 ноября 1942 года.
- Сталинградская наступательная операция — с 19 ноября 1942 года по 2 февраля 1943 года.
- Котельниковская операция — с 12 декабря 1942 года по 30 декабря 1942 года.
- Ростовская операция — с 1 января 1943 года по 2 февраля 1943 года.
- Миусская операция с 21 июля 1943 года по 2 августа 1943 года.
- Донбасская операция с 13 августа 1943 года по 22 сентября 1943 года.
- Никопольская операция[8] с 26 сентября 1943 года по 5 ноября 1943 года.
- Никопольско-Криворожская операция с 30 января 1944 года по 29 февраля 1944 года.
- Крымская наступательная операция[8] с 8 апреля 1944 года по 12 мая 1944 года.
- Тартуская операция с 17 августа 1944 года по 6 сентября 1944 года.
- Прибалтийская операция с 14 сентября 1944 года по 24 ноября 1944 года.
- Рижская операция с 8 октября 1944 года по 22 октября 1944 года.

## Награды
- 806-й штурмовой авиационный полк за образцовое выполнение заданий командования в боях с немецкими захватчиками за овладение городом Клайпеда (Мемель) и проявленные при этом доблесть и мужество Указом Президиума Верховного Совета СССР от 5 апреля 1945 года награждён орденом «Суворова III степени»[6].

## Благодарности Верховного Главнокомандующего

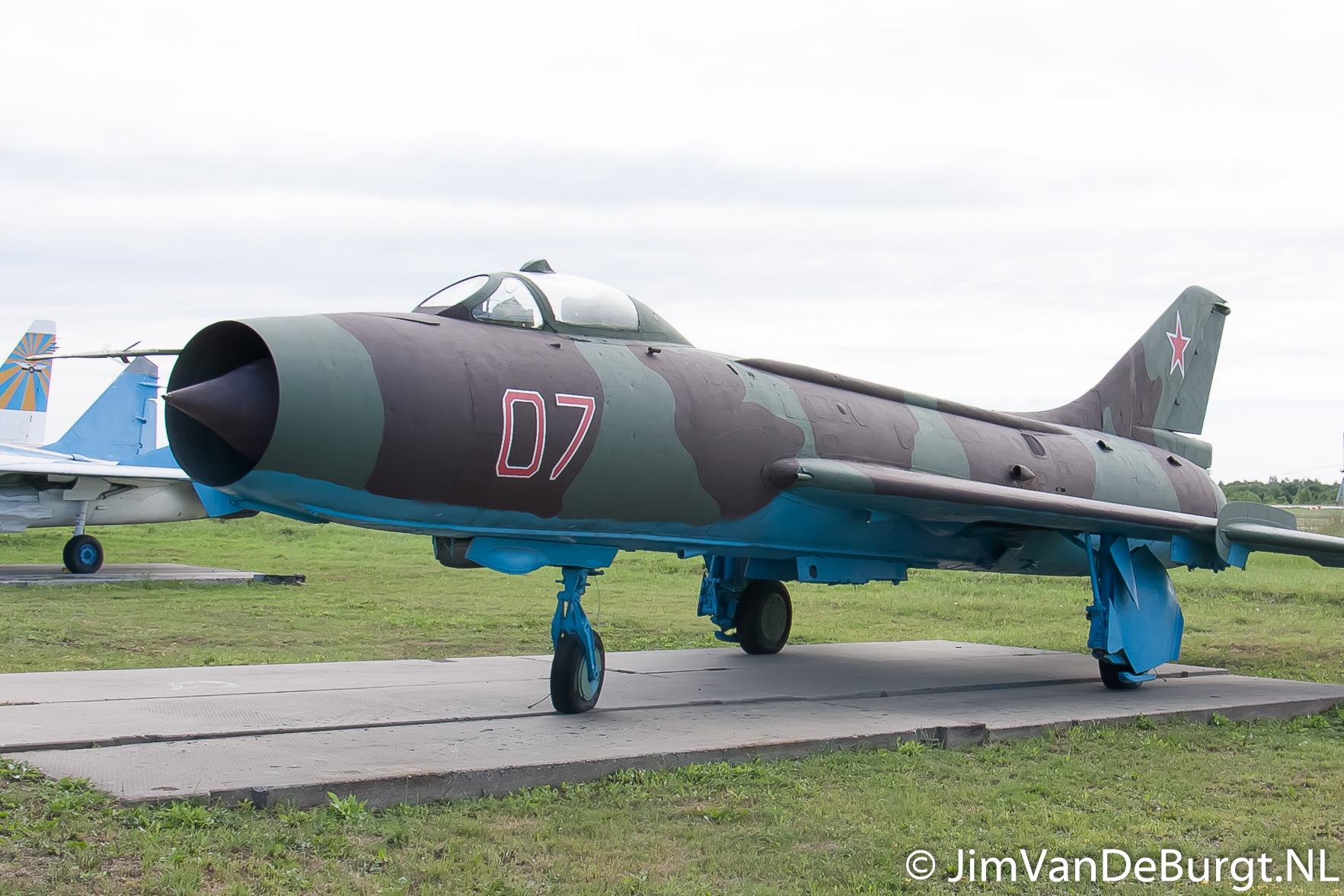
Истребитель-бомбардировщик Су-7Б полк получил в 1961 году.

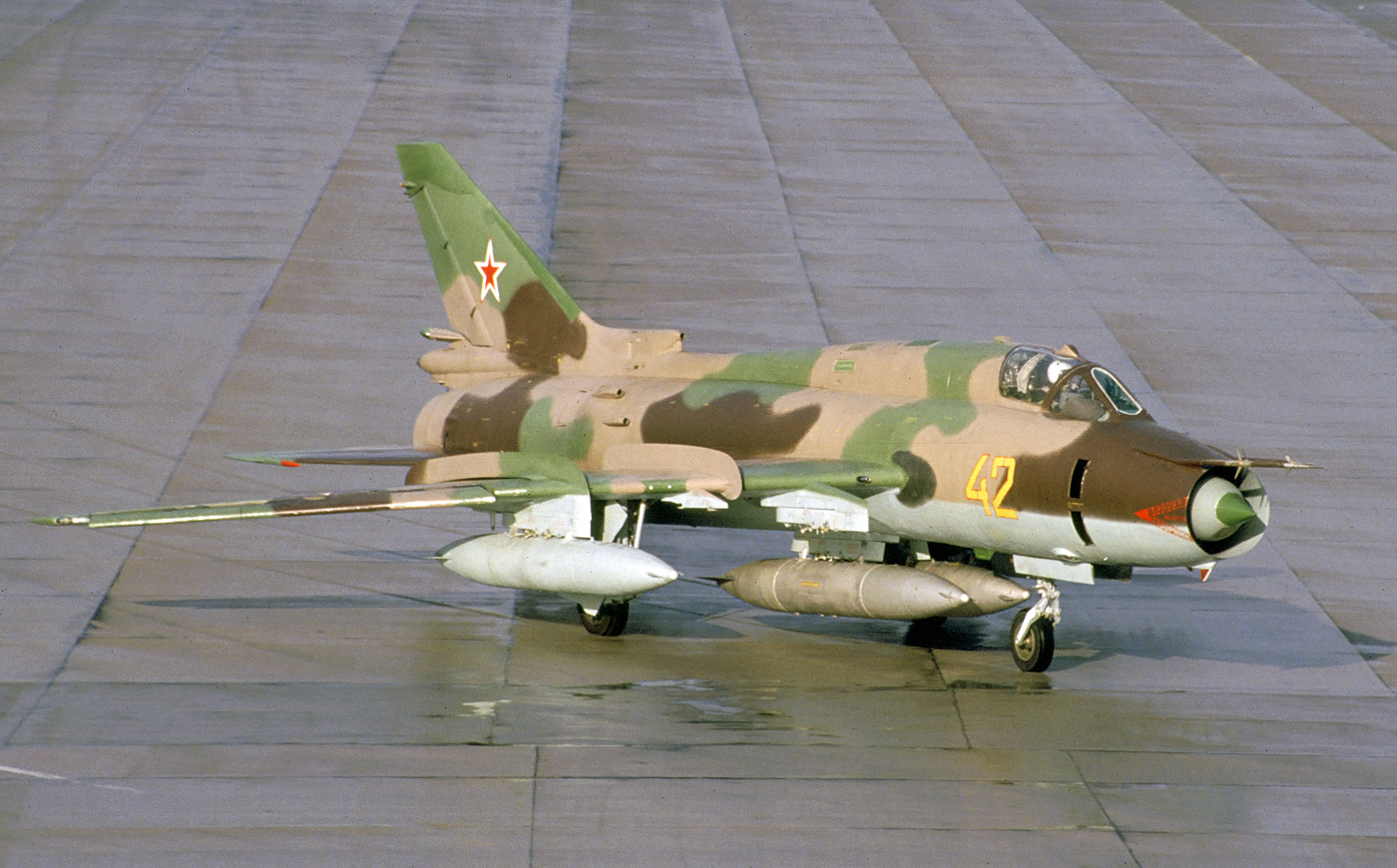
Истребитель-бомбардировщик Су-17М2 полк получил в 1979 году.

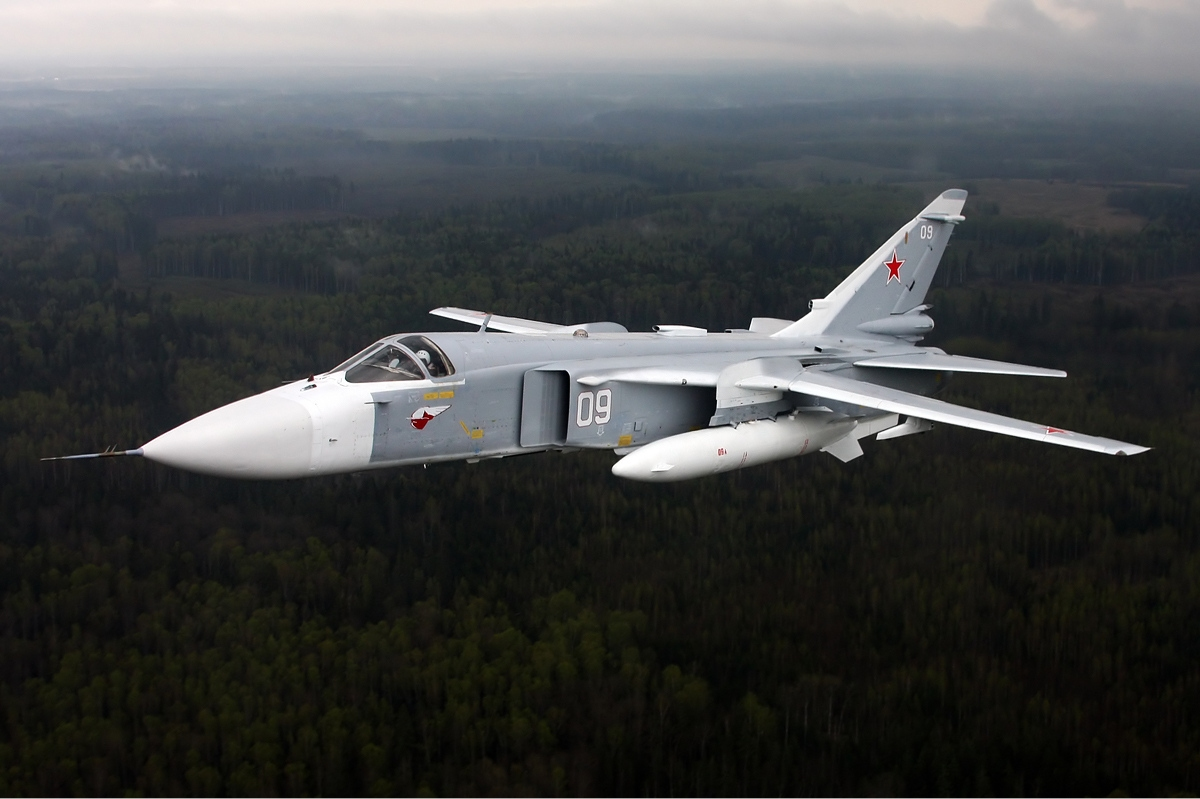
Получив на вооружение в 1988 году фронтовой бомбардировщик Су-24 полк перешел в бомбардировочную авиацию. На фотографии показан Су-24М.

Воины полка особо отмечены Благодарностью Верховного Главнокомандующего:
- За прорыв обороны противника северо-западнее и юго-западнее города Шауляй (Шавли) и овладении важными опорными пунктами обороны немцев Телыпай, Плунгяны, Мажейкяй, Тришкяй, Тиркшляй, Седа, Ворни, Кельмы, а также овладении более 2000 других населенных пунктов[9].

В составе 7-го штурмового авиакорпуса воинам полка объявлены Благодарности Верховного Главнокомандующего:
- За прорыв сильно укрепленной обороны немцев на их плацдарме южнее города Никополь на левом берегу Днепра, ликвидации оперативно важного плацдарма немцев на левом берегу Днепра и овладении районным центром Запорожской области — городом Каменка, а также занятием более 40 других населенных пунктов[10].
- За отличие в боях при прорыве сильно укрепленной обороны противника на Перекопском перешейке, овладении городом Армянск, выход к Ишуньским позициям, форсировании Сиваша восточнее города Армянск, прорыве глубоко эшелонированной обороны противника в озерных дефиле на южном побережье Сиваша и овладении важнейшим железнодорожным узлом Крыма — Джанкоем[11].
- За отличие в боях при овладении штурмом крепостью и важнейшей военно-морской базой на Чёрном море городом Севастополь[12].
- За отличие в боях при овладении штурмом городом и крупным узлом коммуникаций Тарту (Юрьев-Дерпт) — важным опорным пунктом обороны немцев, прикрывающим пути к центральным районам Эстонии[13].
- За отличие в боях при овладении городом и крупным железнодорожным узлом Валга — мощным опорным пунктом обороны немцев в южной части Эстонии[14].

## Отличившиеся воины
- Заварыкин Иван Александрович, капитан, помощник по воздушно-стрелковой службе командира 806-го штурмового авиационного полка 206-й штурмовой авиационной дивизии 7-го штурмового авиационного корпуса 8-й воздушной армии Указом Президиума Верховного Совета СССР 13 апреля 1944 года удостоен звания Герой Советского Союза. Золотая Звезда № 1319.
- Карпов Александр Алексеевич, старший лейтенант, командир эскадрильи 806-го штурмового авиационного полка 206-й штурмовой авиационной дивизии 7-го Штурмового Авиационного Корпуса 8-й Воздушной Армии Указом Президиума Верховного Совета СССР от 2 августа 1944 года удостоен звания Герой Советского Союза. Золотая Звезда № 4170.
- Кузнецов Леонид Кузьмич, лейтенант, заместитель командира эскадрильи 806-го штурмового авиационного полка 206-й штурмовой авиационной дивизии 7-го Штурмового Авиационного Корпуса 14-й Воздушной Армии Указом Президиума Верховного Совета СССР от 23 февраля 1945 года удостоен звания Герой Советского Союза. Золотая Звезда № 7220.
- Маркелов Николай Данилович, лейтенант, командир звена 806-го штурмового авиационного полка 206-й штурмовой авиационной дивизии 7-го штурмового авиационного корпуса 14-й воздушной армии Указом Президиума Верховного Совета СССР 23 февраля 1945 года удостоен звания Герой Советского Союза. Золотая Звезда № 5935.
- Ширяев Всеволод Александрович, командир эскадрильи 806-го штурмового авиационного полка 289-й штурмовой авиационной дивизии 7-го штурмового авиационного корпуса Указом Президиума Верховного Совета СССР 08 февраля 1943 года удостоен звания Герой Советского Союза. Посмертно. Золотая Звезда № 6650.

## Интересные эпизоды
В начале 1945 года один из молодых летчиков, прибывших в полк, отрабатывал в зоне индивидуальный пилотаж и потерял из виду свой аэродром. Немного спустя он увидел пару Ил-2 и, решив, что они из своего авиаполка, потянулся за ними следом. Лётчик слишком поздно понял, что пара штурмовиков шла на боевое задание. Но отрываться от них было уже рискованно. Вся тройка «Илов» проштурмовала цель, хотя один из них вхолостую. Вместе вернулись «домой». Так молодой летчик неожиданно для себя слетал за линию фронта.